# غاري هاريل
غاري هاريل (بالإنجليزية: Gary Harrell)‏ هو لاعب كرة قدم أمريكية ولاعب كرة قدم كندية أمريكي، ولد في 23 يناير 1972 في ميامي في الولايات المتحدة.

## وصلات خارجية
- غاري هاريل على موقع مرجع كرة القدم المحترفة.كوم (الإنجليزية)